# دایره (ساز)

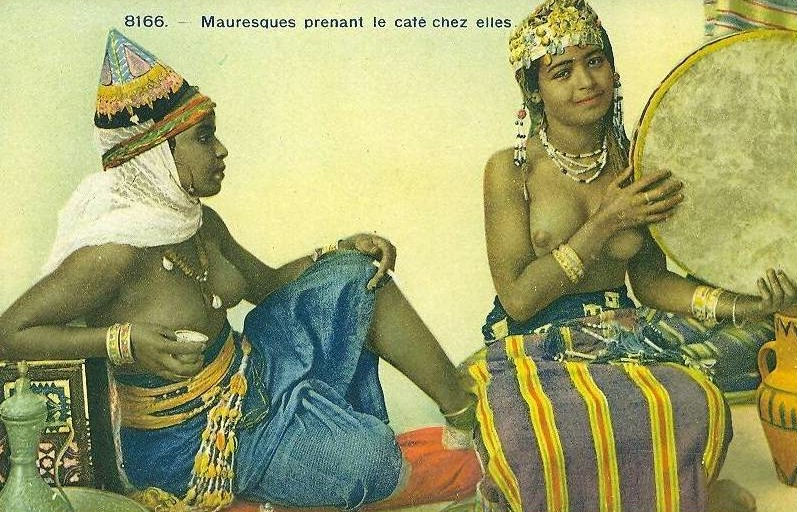

دایره یا داریه، که در گویش تهرانی دُریِه نیز خوانده می‌شده،  یکی از سازهای کوبه‌ای است. این ساز، شبیه دف است و تفاوت این دو در آن است که دف، معمولاً دارای زنجیرهای کوچکی است که به دیواره چوبین آن نصب شده، همچنین داریه از دف کوچک‌تر است. این خصوصیات صدای این دو را متفاوت می‌کند.
در فرهنگ دهخدا آمده: «حلقه دواری است از چوب که بر یک روی یا دو روی آن پوستی کشیده باشند و رامشگران بهمراه دیگر سازها بنوازند»
دایره غیر از ایران در کشورهایی همچون افغانستان، آذربایجان، ازبکستان، تاجیکستان و نواحی اویغورنشین چین رواج دارد. دایره سازی شهری است.

## ویژگی‌های ساز
این ساز متشکل از حلقه‌ای چوبی به عرض ۵ تا ۷ و قطر دایره ای از ۲۵ تا ۴۰ سانتیمتر که بر یکی از سطوح جنبی دایره‌ای شکل آن پوست کشیده شده و در جدار داخلی ساز حدود چهل حلقه فلزی کوچک به فواصل مساوی آویزان شده‌است. در یکی از نقاط جدار چوبی سوراخی است که نوازنده انگشت دست را در آن داخل می‌کند و به این وسیله ساز را نگه می‌دارد و با بقیه انگشتان هر دو دست بر پوست می‌کوبد و در عین حال ساز را کمی سریع هل می‌دهد تا حلقه‌های کوچک داخلی همراه با صدای کوبیدن انگشتان صوتی زنگ‌وار نیز حاصل کنند. هیچ‌یک از اصوات ساز حائز ارتفاع معین نیستند.